# Lawren Harris
Lawren Stewart Harris (* 23. Oktober 1885 in Brantford, Ontario, Kanada; † 29. Januar 1970  in Vancouver, British Columbia) war ein kanadischer Maler. Lawren Harris war Katalysator und führende Persönlichkeit bei der Gründung der Group of Seven, Gründungsmitglied und erster Präsident der Canadian Group of Painters und der Maler, der Jock Macdonald zur abstrakten Malerei inspirierte. Harris hatte einen tiefgreifenden Einfluss auf drei Generationen kanadischer Künstler.

## Leben
Lawren Harris stammte aus einer wohlhabenden Familie. Nach dem Besuch des St. Andrew’s College in Toronto besuchte er die University of Toronto, wo ihn sein Mathematikprofessor ermutigte, in Berlin Kunst zu studieren. Von 1904 bis 1908 studierte er in Berlin bei Adolf Schlabitz, Franz Skarbina und höchstwahrscheinlich Fritz von Wille und erhielt eine akademische Ausbildung, die der an den Pariser Akademien ähnelte. Lawren Harris blieb drei Jahre in Berlin, wo er den Impressionismus kennenlernte und Ausstellungen moderner deutscher und europäischer Kunst besuchte. 1908 bereiste Lawren Harris Österreich, Italien, Frankreich und England, bevor er nach Toronto zurückkehrte. Er brachte nicht nur den Einfluss seiner Lehrer mit, sondern auch den der Sezessionsbewegung, der er in Berlin begegnet war. Durch seine Lektüre und seine Lehrer könnte er auch mit der Theosophie in Berührung gekommen sein.
1908 unternahm Lawren Harris eine Studienreise in die Laurentians, 1909 zeichnete er mit J. W. Beatty in Haliburton. Im Herbst reiste er nach Lac-Memphrémagog in Québec. Gleichzeitig zeichnete und malte er Häuser in der Innenstadt von Toronto. Im Winter 1911/12 zeichnete er zusammen mit J.E.H. MacDonald und schloss Freundschaft mit Tom Thomson. Als Mitglied der Group of Seven setzte Lawren Harris sich für eine eigenständige kanadische Kunst ein. Die Gruppe betonte die Darstellung der nordischen Wildnis als Ausdruck nationaler Identität. Nach der Auflösung der Group of Seven schloss sich Lawren Harris 1933 der Canadian Group of Painters an. Von 1934 bis 1940 lebte er in den USA. 1940 kehrte er nach Kanada zurück und ließ sich mit seiner zweiten Frau in Vancouver nieder. In den folgenden dreißig Jahren setzte Lawren Harris seine Malerei fort, wobei er sich von geometrischen Abstraktionen über expressionistische Gemälde Mitte der 1950er Jahre bis hin zu den heiteren Werken seines Alters entwickelte.
Lawren Harris starb 1970 in Vancouver und wurde, wie einige andere Mitglieder der Group of Seven, auf dem Gelände der McMichael Canadian Art Collection in Kleinburg (Ontario) beigesetzt.

## Werk
Lawren Harris studierte Kunst in Berlin und entwickelte zunächst einen impressionistischen Stil. Später wandte er sich der Landschaftsmalerei zu und wurde bekannt für seine stilisierten und abstrahierten Darstellungen kanadischer Landschaften, insbesondere der Arktis und der Rocky Mountains.
In Santa Fe, New Mexico, arbeitete er mit Emil Bisttram zusammen, dem Leiter der Transcendental Painting Group, die Lawren Harris 1939 mitbegründete. Während seiner Zeit in Vancouver (1940–1970) setzte er seine Suche nach einer von den Rhythmen der Natur inspirierten Abstraktion fort. Lawren Harris’ Glaube an die Theosophie ist eng mit seiner Entwicklung zum ungegenständlichen Künstler verbunden. Mit abstrakten Gemälden wie Abstract Painting No. 20 (1942), von denen viele Formen aus der Landschaft verwenden, versuchte er, eine verbindliche und heilende Vorstellung des Universums darzustellen und das Erhabene sichtbar zu machen. Seine Bilder wurden als kalt kritisiert, aber in Wirklichkeit spiegeln sie die Tiefe seiner geistigen Auseinandersetzung wider. Seine Weltsicht machte ihn einzigartig unter den kanadischen Malern, auch wenn ihn seine Philosophie von der Gestischen Abstraktion fernhielt. Dennoch gehören seine Landschaftsbilder wie Lake and Mountains (1927–28) und einige seiner Abstraktionen zu den Ikonen der kanadischen Kunst.

## Ausstellungen
Zu seinen Lebzeiten war Lawren Harris Werke Gegenstand zweier Retrospektiven, 1948 und 1963. 1978 zeigte die Art Gallery of Ontario die Ausstellung Urban Scenes and Wilderness Landscapes. Im Herbst 2015 wurde im Armand Hammer Museum of Art in Los Angeles, Kalifornien, eine von dem amerikanischen Schauspieler, Komiker und Schriftsteller Steve Martin kuratierte Wanderausstellung mit Werken von Harris eröffnet. Seine einzige andere Einzelausstellung in den Vereinigten Staaten fand im Jahr 2000 in der Americas Society Art Gallery in New York statt. Die meisten seiner Werke befinden sich in der National Gallery of Canada, der Art Gallery of Ontario und der McMichael Canadian Art Collection in Kleinburg, Ontario.
Im November 2016 wurde Lawren Harris’ ikonisches Werk Mountain Forms (1926) bei einer Auktion in Toronto für die Rekordsumme von 8,2 Millionen kan$ versteigert – der höchste Preis, der bis dahin für ein kanadisches Kunstwerk gezahlt wurde.